# Jicoo
Jicoo（ジクー）とは、ジクー株式会社（Jicoo, Inc）が提供するスケジュール予約プラットフォームである。GoogleカレンダーやMicrosoft Outlookと連携し、日程調整やタスク管理、Web会議などが可能である。
ジクー株式会社（Jicoo, Inc）
東京都台東区に本社を置く日本のスタートアップ企業。2020年4月に鈴木真一郎により創業。

## 機能

### 日程調整
カレンダー連携で予定を自動調整。日程予約ページのURLを発行し、調整相手はそのURLのページを見て都合の良い日時を予約。日程調整が終わるとカレンダーに予定が自動で入る。

### タスク管理
個人やメンバー間でのタスク共有が可能。今日やること、持ち越しタスクなどTODOとして機能する。

### Web会議
ZoomやGoogle Meetと連携しておくと、日程調整が完了した時に自動でWeb会議のURLが発行され、日程調整の主催者と参加者に通知される。またビデオカーソルと呼ばれる独自のWeb会議システムも利用できる。